# Josse de Lalaing

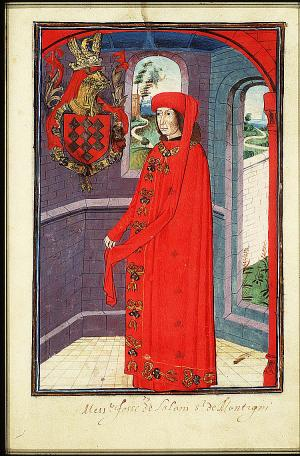
Josse de Lalaing im Wappen- und Statutenbuch des Ordens vom Goldenen Vlies (Den Haag, KB, 76 E 10, fol. 78r)

Josse de Lalaing (nl. Joost van Lalaing, * wohl um 1442; † 5. August 1483 bei der Belagerung von Utrecht) war Statthalter von Holland und Seeland von 1480 bis 1483. Er war der älteste Sohn von Simon de Lalaing und Jeanne de Gavre, die 1441 geheiratet hatten.

## Leben
Josse de Lalaing wurde Seigneur de Montigny und Hantes als Erbe seines Vaters († 1476), sowie Herr von Brakel und Zalardinge (heute Ortsteil von Geraardsbergen) als Erbe seiner Mutter († 1478). 1481 kaufte er zudem die Stammherrschaft der Familie, Lallaing.
Er war Rat und Kämmerer im Dienst des Herzogs Karl der Kühne und später des Erzherzogs Maximilian von Österreich. Im Jahr 1462 wurde er Admiral von Flandern als Nachfolger seines Vaters, 1474 Grand Bailli von Flandern, 1477 kämpfte er in der Schlacht bei Nancy, in der Herzog Karl fiel und er in Gefangenschaft geriet. 1480 wurde er zum Statthalter von Holland und Seeland als Nachfolger von Wolfhart VI. von Borsselen ernannt, der der Aufgabe nicht mehr gewachsen war. 
1478 wurde er von Maximilian zum Ritter im Orden vom Goldenen Vlies gewählt. Beim Ordensfest im Jahr 1481 leistete er stellvertretend für den kleinen Herzog Philipp (dem Schönen), den damals dreijährige Sohn Herzog Maximilians, den Aufnahmeeid und versprach damit auch, Philipp für ein Leben als tugendsamen Ordensritter zu unterweisen.

Josse fiel am 5. August 1483 bei der Belagerung von Utrecht und wurde in Deinze bestattet.

## Familie
Josse de Lalaing heiratete 1462 Bonne de la Viefville, Herrin von Sains, Herle, Tangris, Maurepas etc. Tochter und Erbin von Louis de la Viefville und Marguerite Cotte. Sie starb am 2. März 1503 in Arras und wurde dort in der Kirche Sainte-Claire bestattet. Ihre Kinder waren:
- Charles I. de Lalaing (* 1466, † 1525), 1522 Comte de Lalaing
- Antoine I. de Lalaing († 1540), 1518 Comte de Hoogstraten
- Antoinette; ⚭ Philippe de Habarcq
- Marguerite; ⚭ I Philippe de Contey; ⚭ II Louis de Longueval